# Oleg de Kíev

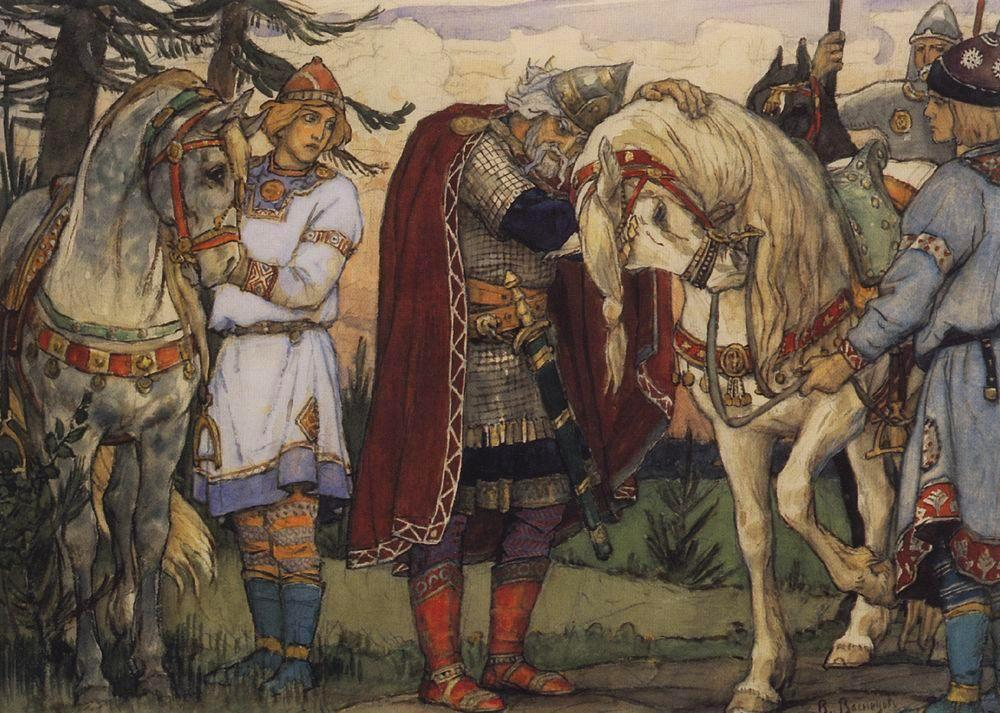
El príncep Oleg de Nóvgorod i Kíev

Oleg de Nóvgorod o de Kíev, també conegut com a Oleh (eslau antic: Олег; en nòrdic antic: Helgi), fou un príncep vareg, fundador del poderós estat de la Rus de Kíev en unir aquests dominis als seus anteriors del Principat de Nóvgorod i traslladar la capital a la ciutat de Kíev. Segons les cròniques eslaves orientals que es conserven, Oleg va mantenir un domini absolut sobre la regió entre 882 i 912. Aquestes dates, però, no concorden amb les donades per la Carta de Schechter, on es detallen les activitats d'un gran kan anomenat HLGW, dels rus', vers l'any 940.

## Cròniques eslaves

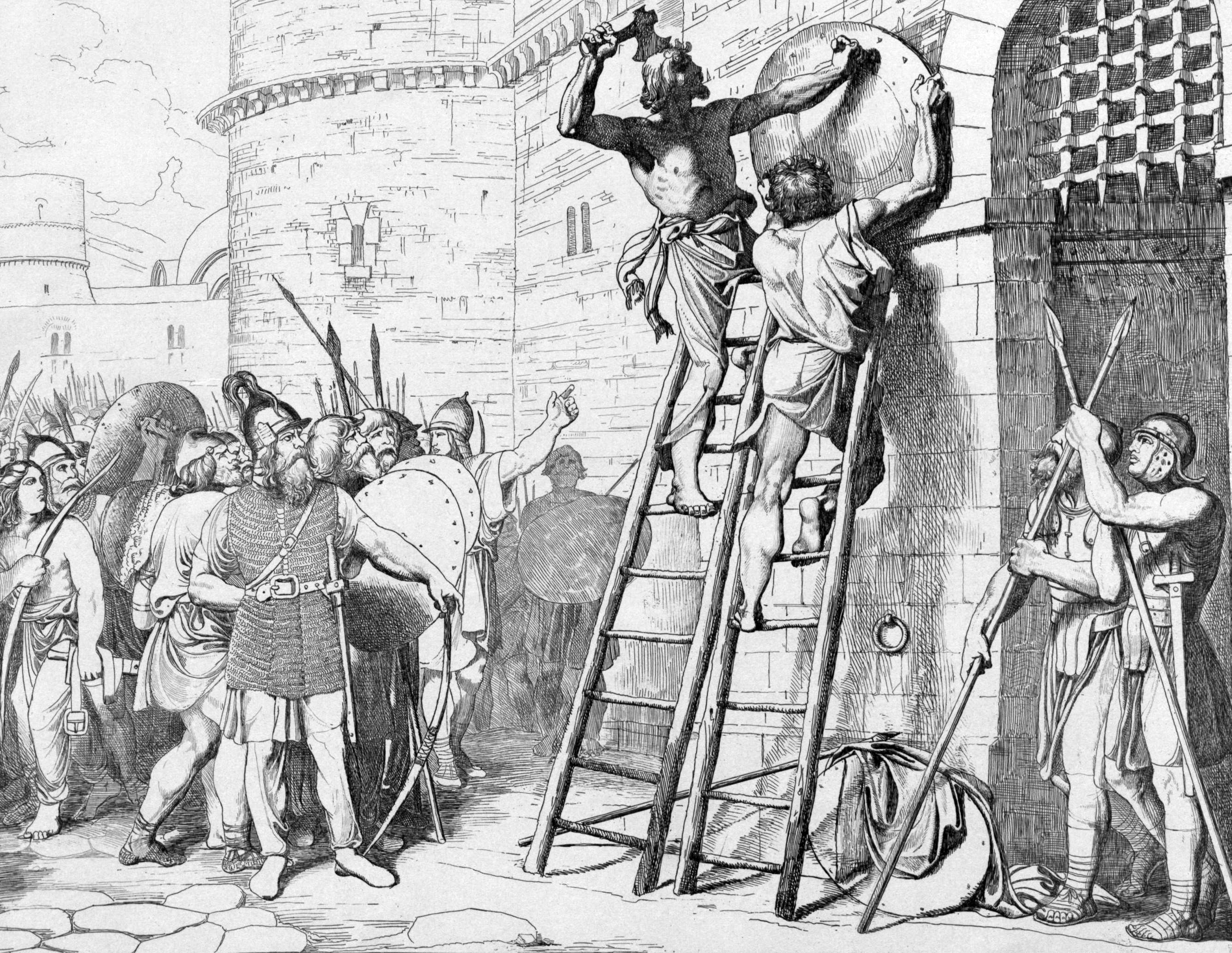
Oleg ordenà clavar el seu escut a les portes de Constantinoble

Donada la seva condició de parentesc (probablement era cunyat) amb Rúrik, el primer governant de la dinastia a Nóvgorod a Oleg li fou confiada per part d'aquest l'administració del regne el 879 i la cura del seu fill menor, Ingvar, també dit Ígor. Amb aquests poders, Oleg va anar gradualment prenent el control de les ciutats situades a les riberes del Dnièper, prenent Smolensk en 881 o 882, fins a capturar Kíev, que es trobava sota el domini de dos cabdills varegs com ell, Askold i Dir. L'emplaçament de la ciutat era idoni, i Oleg la va convertir ràpidament en la seva nova capital. El 883 Oleg va fer que els drevlians fessin tribut a Kíev.
Des de Kíev, Oleg va llençar el 907 una incursió contra Tsargrad (Constantinoble). Segons la Crònica Primària, l'Imperi Romà d'Orient van intentar emmetzinar Oleg, però el príncep rebutjà la copa enverinada i continuà avançant cap a la capital. Un cop davant de la ciutat, va arribar a clavar el seu escut a les portes de la muralla. Després d'aquest fet, els romans d'Orient van segellar la pau, mitjançant un tractat comercial que donà grans beneficis a ambdues nacions i que reforçà el poder d'Oleg entre els rus'. El relat d'aquest episodi només s'ha conservat però, per les fonts eslaves, sense que cap crònica romana d'Orient no n'hagi recollit els fets.

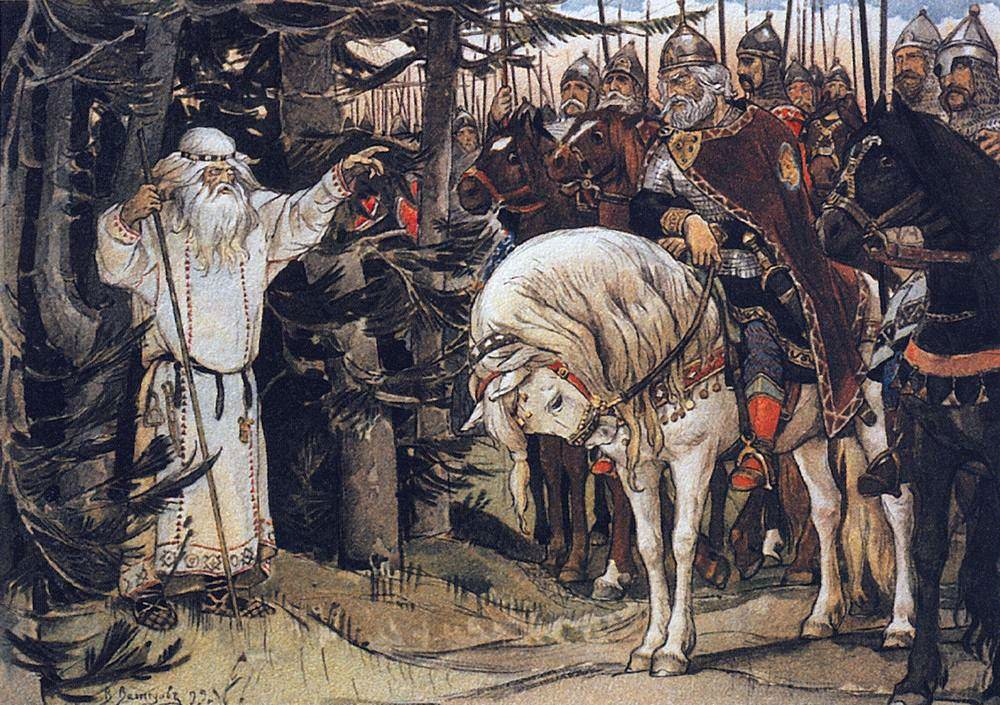
Un sacerdot pagà profetitza la mort d'Oleg

El breu relat que explica la vida d'Oleg a la Primera Crònica contrasta amb l'extensió d'altres fonts antigues, com ara bé la Crònica de Nóvgorod. Segons aquest text, Oleg no era familiar de Rúrik, sinó un príncep que li retia vassallatge i que actuà com a comandant de l'exèrcit d'Ígor mentre aquest era un infant. En aquesta crònica no s'especifica la data d'inici del seu regnat, però sí que es fixa la seva defunció en el 922, a diferència de l'any 912 recollit a la Crònica Primària. Els experts han comparat aquestes dates amb els regnats «èpics» d'aproximadament 33 anys tant d'Oleg com d'Ígor a la Primera Crònica. A més, la Primera Crònica i altres fonts de Kíev situen el lloc d'enterrament del príncep a la mateixa Kíev, mentre que altres fonts de Nóvgorod entenen que el lloc on descansen les restes d'Oleg és un túmul funerari situat a la localitat de Stàraia Làdoga, propera al llac Ladoga.

### Llegenda de la mort d'Oleg
A la Crònica Primària, Oleg rep el sobrenom de Profeta (вещий), un qualificatiu que reforça el significat sagrat del seu nom escandinau (que es tradueix com a sacerdot), però que també es refereix, de forma irònica, a les circumstàncies que van envoltar la seva mort. Segons aquesta llegenda, que fou convertida en una obra d'art per Puixkin a la seva balada, els sacerdots pagans van profetitzar que Oleg seria mort pel seu semental. Orgullós de les seves habilitats profètiques, Oleg va fer marxar el seu cavall. Molts anys més tard, el príncep va preguntar on es trobava l'animal, i li van dir que aquest ja havia mort temps enrere. Recordant vells temps, Oleg va demanar que el portessin fins on es trobessin les restes del cavall i es quedà observant els seus ossos. Quan tocà la calavera amb la seva bota, una serp va sortir del seu interior i el mossegà. Oleg va morir, tal com havien profetitzat, poc després a causa del verí.
La llegenda de la mort d'Oleg es va estendre en poc temps a tots els pobles escandinaus, fins al punt que fou conegut en bona part d'aquests. La tradició i la cultura oral van portar que els fets fossin inclosos, amb altres personatges, a la saga d'Orvad-Odd, una de les més populars de la cultura nòrdica.